# Fem små klaverstykker
Fem små Klaverstykker (Noors voor Vijf kleine pianostukken) is het opusnummer 1 van de Noorse componist Johan Kvandal. Kvandal schaarde zich door het schrijven van een dergelijk werk in de lange rij Noorse componisten (Edvard Grieg, Christian Sinding etc.) die kortdurende werkjes schreven, gebaseerd op Noorse volksmelodietjes voor piano solo. Kvandal was 21 toen hij dit werkje schreef.
Het betreft een jeugdwerkje waarvan niet veel bekend is. Een van de stukjes is een mars.
De vijf deeltjes zijn:
1. Moderato con moto
2. Moderato
3. Allegretto
4. Risoluto
5. Andantino